# Ägyptisch-türkische Beziehungen
Die Ägyptisch-türkischen Beziehungen sind das zwischenstaatliche Verhältnis zwischen Ägypten und der Türkei. Die modernen Staatsgebiete beider Länder im Mittelmeerraum gehörten zum Alexanderreich, dem Römischen Reich, dem Byzantinischen Reich und dem Osmanischen Reich. Besonders die osmanische Periode prägte das Land kulturell stark, bevor sich Ägypten im 18. Jahrhundert vom osmanisch-türkischen Einfluss löste. Die modernen Beziehungen beider Staaten begannen 1925 und waren danach wechselhaft. So blieben sie unter Gamal Abdel Nasser in der Frühphase des Kalten Krieges aufgrund von Nassers prosowjetischer Haltung angespannt, verbesserten sich jedoch in den Amtszeiten von Anwar as-Sadat und Husni Mubarak. Nach einem kurzen Höhepunkt 2012/13 in der Amtszeit des Muslimbruders Mohammed Mursi in Ägypten, waren die Beziehungen zwischen 2013 und 2023 herabgestuft worden, nachdem die Erdogan-Regierung empört auf den Militärputsch in Ägypten und die Unterdrückung der islamistischen Opposition reagiert hatte. 

## Geschichte

### Vorgeschichte
Bereits in der Antike bestanden Berührungspunkte zwischen den Gebieten der heutigen Türkei und Ägyptens. Beide Regionen gehörten nacheinander zum Reich Alexanders des Großen und später zum Römischen Reich sowie dessen noch über den Untergang Westroms hinaus bestehende Osthälfte, dem Byzantinischen Reich.  Im 7. Jahrhundert wurde Ägypten im Zuge der islamischen Expansion dem Einflussbereich von Konstantinopel entzogen und Teil des arabischen Kalifats. Im Jahr 1517 eroberte der osmanische Sultan Selim I. Ägypten und gliederte es als Provinz in das Osmanische Reich ein. In den folgenden Jahrhunderten prägte die osmanische Herrschaft Ägypten politisch und kulturell. So gelangten zahlreiche türkische Lehnwörter in den ägyptisch-arabischen Sprachgebrauch, und osmanische Architektur, etwa die in Istanbul entworfene Muhammad-Ali-Moschee in Kairo, hinterließ deutliche Spuren im Stadtbild. Ab dem 19. Jahrhundert erlangte Ägypten unter der Dynastie des osmanischen Statthalters Muhammad Ali Pascha immer größere Autonomie und wurde de facto unabhängig. Zwischen 1831 und 1833 sowie zwischen 1839 und 1841 kam es sogar zu zwei Kriegen zwischen den Osmanen und dem Khedivat Ägypten um die Kontrolle über Syrien. Mit der britischen Besetzung 1882 endete die nur noch formell bestehende osmanische Oberherrschaft über Ägypten. 

### Moderne türkisch-ägyptische Beziehungen (1923–1990)
Nach der Gründung der Republik Türkei 1923 und der formellen Unabhängigkeit Ägyptens 1922 nahmen beide Staaten 1925 diplomatische Beziehungen auf. Im Vertrag von Lausanne von 1923 hatte die Türkei auf alle Hoheitsansprüche gegenüber Ägypten verzichtet. Zunächst bestanden die Beziehungen auf Legations- bzw. Geschäftsträgerebene, ehe sie 1948 auf Botschafterrang angehoben wurden. In den ersten Jahrzehnten nach dem Ersten Weltkrieg blieben die Kontakte relativ begrenzt, da die Türkei sich unter Mustafa Kemal Atatürk innenpolitisch auf eine säkulare, westlich orientierte Modernisierung konzentrierte, während Ägypten unter König Fuʾād I. und König Faruq I. ein vom britischen Einfluss geprägtes Königreich blieb.
Mit der Revolution der „Freien Offiziere“ 1952 in Kairo änderte sich das politische Umfeld: Gamal Abdel Nasser übernahm in Ägypten die Macht und verfolgte einen panarabisch-nationalistischen Kurs. Ab Mitte der 1950er-Jahre orientierte sich das nassistisch regierte Ägypten außenpolitisch an der Sowjetunion und gehörte zu den Gründungsstaaten der Bewegung der Blockfreien Staaten. Die Türkei hingegen war seit 1952 Mitglied der NATO und fest in das westliche Bündnissystem eingebunden. Diese ideologischen Gegensätze – sozialistischer Panarabismus auf der einen, pro-westliche Ausrichtung auf der anderen Seite – belasteten das bilaterale Verhältnis erheblich. So lehnte Ägypten unter Nasser den von der Türkei mitinitiierten prowestlichen Bagdad-Pakt (1955) ab, und Ankara zeigte wenig Unterstützung für Nassers panarabische Politik. Immerhin blieben formale diplomatische Kontakte bestehen, und direkte Konflikte gab es nicht.
In den 1970er-Jahren verbesserten sich die Beziehungen schrittweise. Nach dem Tod Nassers 1970 orientierte sich Ägyptens neuer Präsident Anwar as-Sadat außenpolitisch wieder stärker pro-westlich und öffnete mit seiner Infitah-Politik auch die Wirtschaft des Landes. 1978 unterzeichnete Sadat den Camp-David-Friedensvertrag mit Israel – ein Schritt, der ihn in der arabischen Welt isolierte. Die Türkei hingegen pflegte bereits seit längerem gute Beziehungen zu Israel und brach im Gegensatz zu vielen arabischen Staaten die Kontakte zu Ägypten nicht ab. Unter Ministerpräsident Bülent Ecevit und Präsident Fahri Korutürk hielt Ankara 1980 trotz regionalem Druck an den diplomatischen Beziehungen zu Kairo fest. In der Ära Husni Mubarak (ab 1981) kooperierten beide Länder zwar in einigen Bereichen, doch kam es auch zu kleineren Spannungen: So zeigte sich die Türkei enttäuscht, dass Ägypten in den 1980er-Jahren Ankaras Position in der Zypernfrage (Zypernkonflikt) nicht unterstützte.

### Jüngere Beziehungen (1990–2025)
Nach dem Ende des Kalten Krieges und dem Zerfall der Sowjetunion verbesserten sich die außenpolitischen Rahmenbedingungen für eine Annäherung. In der zweiten Hälfte der 1990er-Jahre kam es dennoch kurzfristig zu Verstimmungen: 1996 besuchte der islamistische türkische Premierminister Necmettin Erbakan Kairo und empfahl Präsident Mubarak öffentlich, sich mit der ägyptischen Muslimbruderschaft auszusöhnen – einer Organisation, die Mubarak als Bedrohung betrachtete. Diese Äußerung stieß in Ägypten auf Kritik und trug zur Entfremdung bei, bis Erbakan 1997 in der Türkei entmachtet wurde. Einen neuen Impuls erhielten die Beziehungen ab 2002 durch den Machtantritt der türkischen AK-Partei unter Recep Tayyip Erdoğan. Die AKP-Regierung wandte sich verstärkt der islamisch geprägten arabischen Welt zu, und enge Beziehungen zum bevölkerungsreichsten arabischen Staat Ägypten galten als Schlüssel für Ankaras regionale Ambitionen. 2005 unterzeichneten beide Länder ein Freihandelsabkommen, das 2007 in Kraft trat und die wirtschaftliche Zusammenarbeit deutlich belebte. Auch die Null Probleme mit den Nachbarn-Politik von Außenminister Ahmet Davutoğlu begünstigten die Beziehungen.
Ein Höhepunkt der Zusammenarbeit fiel in die Zeit nach dem Arabischen Frühling 2011. Die Türkei begrüßte den Volksaufstand in Ägypten und gehörte zu den ersten Ländern, die den Sturz des langjährigen Präsidenten Mubarak offen unterstützten. Mit Mohammed Mursi, einem führenden Muslimbruder, gewann 2012 erstmals ein Islamist die ägyptischen Präsidentschaftswahlen – ein Umstand, der auf wohlwollende Resonanz in Ankara stieß, da die türkische AKP ideologisch verwandte Positionen vertrat. Die Regierungen Erdoğan und Mursi pflegten ein enges Verhältnis: Die Türkei sagte Ägypten unter Mursi Finanzhilfen von insgesamt 2 Milliarden US-Dollar zu (darunter einen Direktkredit über 1 Milliarde US-Dollar, der im Oktober 2012 vereinbart wurde). Gegenseitige hochrangige Besuche unterstrichen die neue Nähe – so reiste Ministerpräsident Erdoğan 2011 und 2012 zu Gesprächen nach Kairo, und Präsident Mursi nahm im Herbst 2012 an einem AKP-Parteitag in Ankara teil.
Die Machtübernahme des ägyptischen Militärs unter General Abd al-Fattah as-Sisi im Juli 2013 markierte jedoch einen drastischen Wendepunkt. Erdoğan verurteilte den Sturz Mursis unverblümt als illegalen Militärputsch und bezeichnete Sisi öffentlich als „Tyrannen“, während die neue ägyptische Führung der Türkei vorwarf, sich in innere Angelegenheiten einzumischen und islamistische Gruppen wie die Muslimbruderschaft zu unterstützen. Im November 2013 wies Ägypten den türkischen Botschafter in Kairo aus und stufte die diplomatischen Beziehungen auf Geschäftsträgerebene zurück. Beide Länder gerieten in der Folgezeit auch in Streitigkeiten um geopolitischen Einfluss in Libyen und um Erdgasvorkommen im östlichen Mittelmeer. Ab 2020 setzte schließlich eine Annäherung ein, nachdem beide Länder zu einem Übereinkommen über Libyen gekommen waren. Schließlich einigten sich Sisi und Erdoğan im Frühjahr 2023 darauf, die Beziehungen vollständig zu normalisieren und wieder Botschafter auszutauschen. Im September 2023 kam es zudem zum ersten bilateralen Staatsbesuch seit 2011, als der türkische Präsident in Kairo empfangen wurde, gefolgt von einem Gegenbesuch Präsident Sisis in Ankara im folgenden Jahr, wobei 17 neue Kooperationsabkommen unterschrieben wurden.

## Wirtschaftsbeziehungen
Die Türkei und Ägypten unterhalten umfangreiche Wirtschaftsbeziehungen, die durch ein Freihandelsabkommen von 2005 (in Kraft seit 2007) institutionalisiert sind. Der bilaterale Handel hat sich seitdem dynamisch entwickelt und blieb auch in Phasen politischer Spannungen relativ robust. So stieg das Handelsvolumen von rund 5 Milliarden US-Dollar in den 2010er-Jahren auf über 7 Milliarden US-Dollar im Jahr 2022 und über 8,5 Milliarden US-Dollar 2024. Ägypten ist damit der wichtigste Handelspartner der Türkei in Afrika, während umgekehrt die Türkei zu den 5 größten Handelspartnern Ägyptens zählt. Schwerpunkte des Austauschs liegen in Bereichen wie Textilien, Chemie, Stahlwaren, Energietechnik und Agrarprodukten. Türkische Unternehmen haben insgesamt rund 3,5 Milliarden US-Dollar in Ägypten investiert, vor allem in der Bekleidungsindustrie, im Haushaltsgeräte-Sektor sowie im Einzelhandel und Bausektor. Beide Regierungen haben nach ihrer politischen Wiederannäherung 2023 angekündigt, die wirtschaftliche Kooperation weiter auszubauen, um das Handelsvolumen zu verdoppeln.

## Kulturbeziehungen

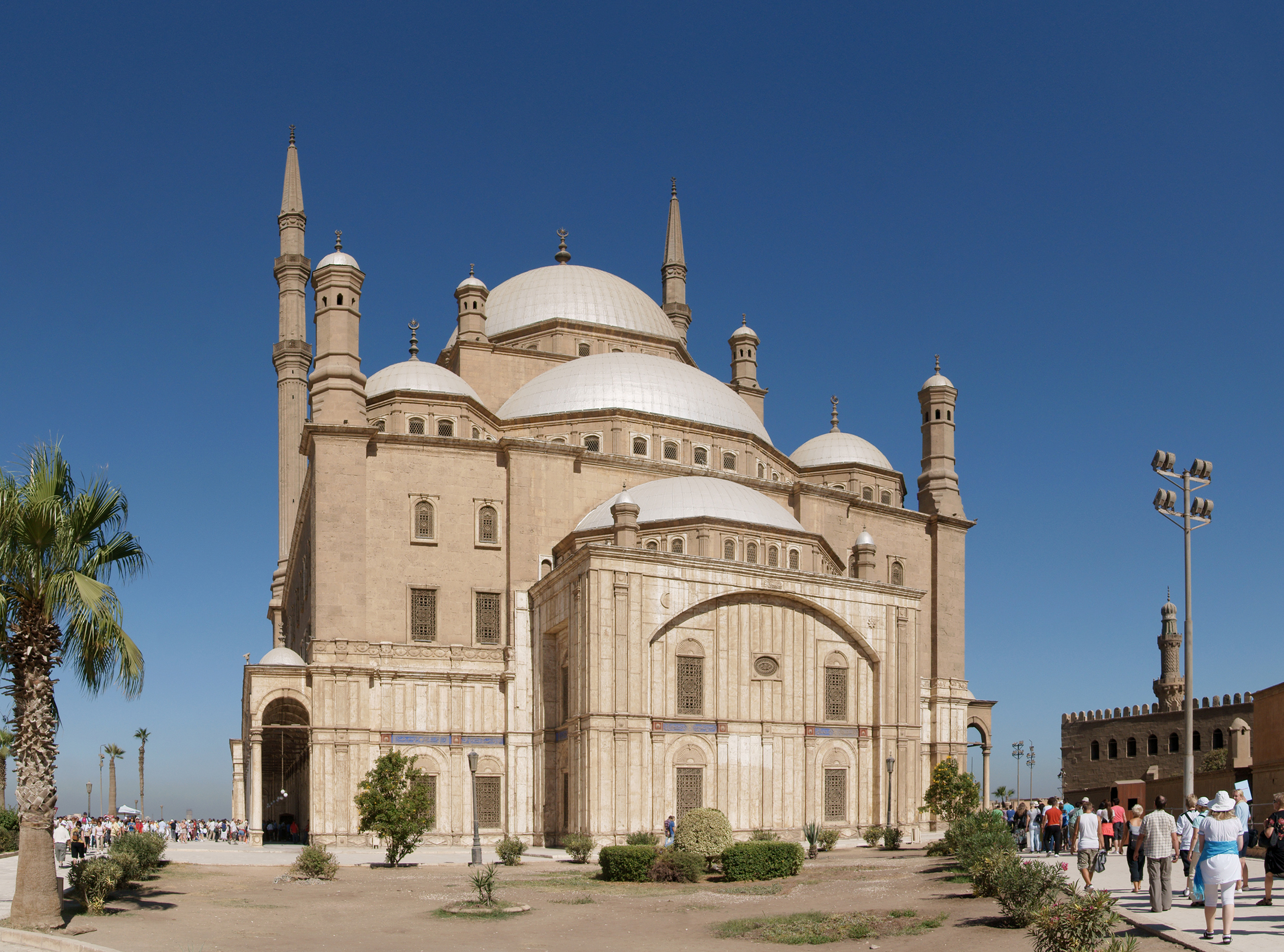
Muhammad-Ali-Moschee in Kairo im osmanischen Stil

Die kulturellen Beziehungen zwischen der Türkei und Ägypten sind von einer langen gemeinsamen Geschichte geprägt. Über die osmanischen Jahrhunderte hinweg entwickelten sich vielfältige Verflechtungen – so fanden beispielsweise zahlreiche türkische Ausdrücke Eingang in die ägyptisch-arabische Umgangssprache, und osmanische Bräuche beeinflussten die lokale Kultur. Umgekehrt genossen ägyptische Gelehrte (etwa der Azhar-Universität) und Künstler auch im Osmanischen Reich hohes Ansehen. In beiden Ländern dominiert zudem die Religion des sunnitischen Islam, was zu ähnlichen Traditionen und Feiertagskulturen geführt hat. In der Gegenwart wird der kulturelle Austausch durch offizielle Institutionen und zivilgesellschaftliche Kontakte gefördert. In Kairo ist seit 2009 das türkische Yunus-Emre-Institut aktiv, das Sprachkurse und Kulturprogramme anbietet und regen Zulauf verzeichnet.
Auch die Zahl ägyptischer Studierender in der Türkei und türkischer Studierender in Ägypten ist in den letzten Jahren gestiegen, teilweise begünstigt durch Stipendienprogramme und Universitätskooperationen. Im Massenkulturbereich machen sich die gegenseitigen Einflüsse ebenfalls bemerkbar: In Ägypten sind synchronisierte türkische Fernsehserien und Filme seit den 2000er-Jahren äußerst populär und erreichen ein breites Publikum. Umgekehrt besteht in der Türkei großes Interesse an ägyptischer Geschichte – so locken Ausstellungen zu pharaonischen Antiquitäten oder Fotodokumente zu Ägypten (etwa aus der Sammlung des Sultans Abdülhamid II.) viele Besucher an.

## Diplomatische Standorte
- Ägypten hat eine Botschaft in Ankara und ein Generalkonsulat in Istanbul.
- Die Türkei hat eine Botschaft in Kairo und ein Generalkonsulat in Alexandria.´